# Galère (empereur romain)
Vous lisez un « bon article » labellisé en 2010.
Pour les articles homonymes, voir Galère.
Maximien Galère, dit Galère (Imperator Caesar Gaius Galerius Valerius Maximianus Pius Felix Invictus Augustus en latin), né vers 250 à Felix Romuliana et mort le 5 mai 311 en Dardanie, est un empereur romain du Bas-Empire ayant régné pendant la Tétrarchie.
Originaire d'une famille thrace très modeste, Galère entre très tôt dans l'armée et progresse rapidement dans la hiérarchie militaire. Repéré par l'empereur Dioclétien, il épouse sa fille Galeria Valeria et devient son César, soit son vice-empereur, responsable de l'Illyrie, en 293. Galère devient ainsi l'un des quatre hommes qui dirigent collégialement l'Empire. À ce titre, il mène plusieurs campagnes sur le Danube contre les Sarmates, les Carpes et les Bastarnes de 294 à 296 puis remporte une grande victoire sur les Sassanides, en Orient, en 298. Très critique à l'égard de la religion chrétienne, il approuve, sinon encourage, la mise en place de la Grande persécution décrétée en 303 par son supérieur, l'empereur Dioclétien, sur lequel il a de plus en plus d'influence. Affaibli par la maladie, Dioclétien prend en 304 la décision de se retirer du pouvoir. L'abdication conjointe des deux principaux tétrarques signe la promotion des deux vice-empereurs. Galère devient ainsi l'Auguste à la tête de la partie orientale de l'Empire, le 1er mai 305.
Des quatre tétrarques, il devient dans les faits le principal dirigeant de l'empire. En effet, les deux nouveaux Césars censés les épauler, lui et son collègue Constance Chlore, sont deux de ses proches. Son vice-empereur, Maximin II Daïa, est son neveu tandis que l'adjoint de Constance Chlore, Sévère, a combattu à ses côtés. Rapidement toutefois la situation politique se dégrade. À la mort de son co-empereur Constance en 306, le fils de ce dernier, Constantin, s'autoproclame empereur en Bretagne, immédiatement imité en cela, à Rome, par Maxence, fils de Maximien Hercule l'ancien collègue de Dioclétien. Galère envoie aussitôt Sévère marcher contre Maxence et Maximien venu l'épauler. Cependant, la mort de Sévère et l'échec de la campagne de Galère en Italie destinée à défaire les usurpateurs l'oblige à réviser le système tétrarchique. En 308, lors de la conférence impériale de Carnuntum, il élève directement Licinius au titre d'Auguste en remplacement de Sévère et reconnaît officiellement Constantin Ier qu'il nomme César. Comme ils protestent contre la promotion de Licinius, les deux Césars, Constantin et Maximin II Daïa, sont finalement nommés, à leur tour, Auguste en 310.
Galère tombe malade sur ces entrefaites et entre dans une longue agonie. Son dernier acte politique est la proclamation le 30 avril 311 d'un édit de tolérance, l'édit de Sardique, mettant fin aux persécutions de Dioclétien. Dernier défenseur de la Tétrarchie, sa mort, en mai 311, en consacre la fin.

## Ses origines
Galère est né sous le nom de Armentarius puis Gaius Galerius Maximinus aux alentours de 250 à Felix Romuliana en Serbie actuelle, non loin de Sardica, dans l'une des provinces de Dacie. Son père est originaire de Thrace. Quant à sa mère, Romula, malgré son nom romain, elle est de sang barbare (née hors de l'Empire romain) puisque, née au-delà du Danube, elle s'est réfugiée en Dacie romaine au moment des invasions carpes.
Le couple a un niveau de vie très modeste, le père est berger et Galère suit un temps ses traces avant de s'engager dans les légions romaines. Il sert sous l'empereur Aurélien puis participe aux campagnes de Probus et Carus sous le règne desquels il progresse dans la hiérarchie militaire.

## César de Dioclétien

### Première Tétrarchie

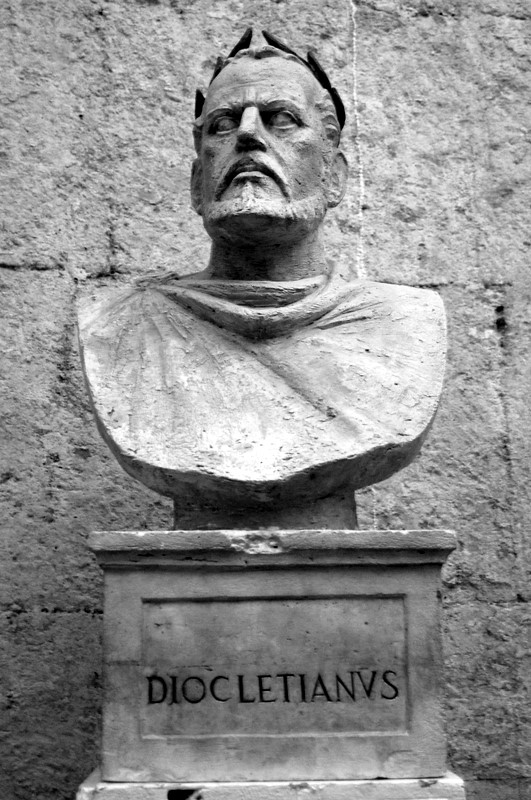
Dioclétien est le fondateur du système de la Tétrarchie. Il est l'Auguste de Galère de 293 à 305, date de son abdication volontaire.

Devenu un officier expérimenté, il est remarqué par l'empereur Dioclétien dont il devient le préfet du prétoire. Ce dernier lui offre alors la main de sa fille, Galeria Valeria. Galère doit répudier sa femme mais entre dans la maison de l'empereur et reçoit le nom de Valerius. Le 1er mars 293, à Sirmium, Dioclétien l'élève au rang de César, soit vice-empereur. Galère devient ainsi l'héritier désigné de Dioclétien, conformément au modèle de la Tétrarchie, avec le titre de Nobilissimus Caesar.
Dioclétien a en effet progressivement mis en place une structure voulant que la défense de l'Empire soit assurée par quatre empereurs légitimes afin de pouvoir affronter tous les ennemis de l'Empire sans pour autant donner trop de pouvoir à de simples généraux qui seraient susceptibles de se retourner contre le pouvoir central. Ainsi, il se fait épauler par Maximien Hercule qu'il nomme Auguste — soit co-empereur — et auquel il confie l'Occident. Chacun d'entre eux, pour éviter d'hypothétiques problèmes de succession, s'est à son tour adjoint un César : Constance Chlore pour Maximien, et Galère pour Dioclétien. Maximien et Constance ont donc pour tâche de défendre l'Occident et notamment le Rhin, Dioclétien et Galère s'occupant de l'Orient, soit, entre autres, en surveillant les rives du Danube et la frontière sassanide.
Plus précisément, Galère semble s'être occupé en priorité de la Grèce et de l'Illyrie tandis que Dioclétien défendait l'Asie et l'Égypte. Cependant il ne s'agit pas d'une partition de l'Empire entre les tétrarques mais bien d'un gouvernement collégial. Ainsi, Dioclétien et Galère combattent ensemble contre les Sarmates en 294. Ils leur infligent, à l'occasion, une sévère défaite, de sorte qu'à l'exception de quelques guerriers sarmates qui sont incorporés dans l'armée romaine par traité, la majorité des barbares est repoussée hors de l'Empire. Galère combat, ensuite, seul, les Carpes et les Bastarnes qu'il renvoie au-delà du limes en 295 et 296. Par la suite, en 296, alors que les usurpations, en Égypte, de Domitianus puis d'Achilleus contraignent Dioclétien à abandonner la frontière sassanide, Galère le remplace à la tête des provinces orientales.

### Victoire sur les Sassanides
En Perse la situation a toutefois évolué. En 294, un nouveau prince, Narseh, était en effet monté sur le trône des Rois des rois. Se proclamant dans la lignée d'Ardachîr Ier et Shapur Ier, vainqueurs respectivement des empereurs Sévère Alexandre et Valérien, il déclare la guerre à Dioclétien à l'automne 296 en envahissant le royaume d'Arménie de Tiridate sous protection romaine. Galère et Dioclétien réunissent leurs troupes et, tandis que Dioclétien se poste sur la frontière syrienne, Galère est envoyé en Osroène, au-delà de l'Euphrate, faire sa jonction avec les troupes restantes de Tiridate. Fort de ces renforts, Galère part au devant de l'armée perse qu'il affronte à Callinicum, non loin au sud de Carrhae où Crassus avait subi une sévère défaite face aux Parthes. Cette fois encore l'armée romaine est vaincue et Galère doit se replier pour éviter un nouveau désastre. À Antioche, Dioclétien lui réserve un accueil glacial. D'après Festus, Eutrope et Ammien Marcellin, il l'humilie même publiquement en l'obligeant à marcher devant son char sur une distance d'un mille.

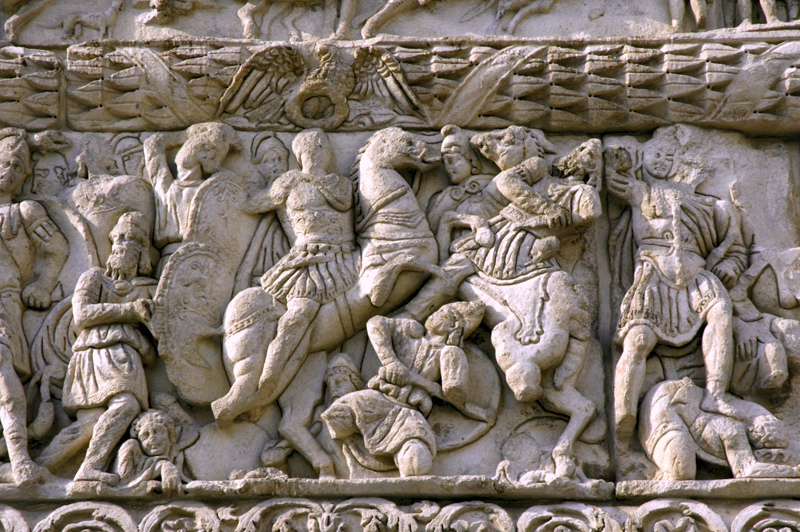
Galère, vainqueur de Narseh sur l'arc de triomphe de Thessalonique.

En 298, Galère reprend l'offensive et marche de nouveau contre les Perses, à la tête d'une armée de près de 25 000 hommes renforcée de mercenaires goths et sarmates et envahit l'Arménie. Bénéficiant d'un terrain montagneux plus favorable à l'infanterie romaine qu'à la cavalerie perse, Galère renverse la situation. Il attaque l'armée perse par surprise entre Callinicum et Carrhae et lui inflige une lourde défaite. Le Roi des rois, blessé, parvient à s'enfuir, mais il laisse derrière lui plusieurs de ses épouses, de ses sœurs et de ses filles, ainsi qu'un important butin dont les Romains s'emparent. Galère prend ensuite Nisibe puis franchit le Tigre. Exploitant ses succès, le César pénètre dans la région d'Adiabène mais reçoit l'ordre de Dioclétien d'arrêter l'offensive. Ce dernier retrouve Galère en 298 ou au début de l'année 299, à Nisibe, et félicite publiquement son adjoint pour ses victoires par une grande cérémonie. Désireux de bâtir une paix durable avec les Sassanides, Dioclétien demande à Galère d'envoyer son secrétaire, Sicorius Probus, porter des propositions de paix à Narseh. Le traité obtenu des ambassadeurs perses Apharban, Hargbed et Barasabor confirme la victoire des Romains : la frontière entre les deux empires est portée sur le Tigre, Tiridate est confirmé sur le trône d'Arménie, tandis que le roi d'Ibérie reçoit désormais ses insignes royaux de l'empereur romain. Nisibe est instituée comme unique place commerciale entre les deux empires. Enfin, Dioclétien obtient le contrôle sur les cinq satrapies situées entre l'Arménie et le territoire romain : l'Ingilène, la Sophène, l'Arzazène, la Gordyène et la Zabdicène.
Si la paix de Nisibe est de la main de Dioclétien, la première grande victoire militaire romaine contre les Sassanides est reconnue à Galère. Pour commémorer cet événement, un arc de triomphe est érigé en son honneur en 299 à Thessalonique, ville dans laquelle il a résidé du temps de ses combats sur le Danube. Il semble s'être d'ailleurs réinstallé dans cette ville à partir de 299 d'où il organise de nouvelles campagnes contre les Sarmates et les Carpes notamment en 302 et 303, comme l'attestent les titres de victoires qui lui sont attribués ces années-là. Le 20 novembre 303, les quatre tétrarques se réunissent à Rome pour célébrer les vicennalia, les vingt ans de règne des deux Augustes et les decennalia, les dix ans des deux Césars. À l'occasion de ces festivités illustrant la collégialité et l'unicité de l'empire, Galère célèbre son triomphe pour sa victoire sur les Perses. De retour de Rome, ce dernier participe peut-être à une inspection sur le Danube, au début de l'année 304, aux côtés de Dioclétien.

## Galère à la tête de l'empire

### Deuxième Tétrarchie
Tombé malade au cours de cette dernière campagne, à partir de l'été 304 Dioclétien voit sa santé se détériorer progressivement. L'empereur est à ce point affaibli qu'il est déclaré mort à tort, le 13 décembre 304 à Nicomédie. Arrivé à Nicomédie à la fin du mois de mars 305, Galère y rencontre un Dioclétien épuisé et visiblement marqué par la maladie. D'après Lactance, dont le témoignage doit être pris avec le plus grand scepticisme, Galère aurait exigé de Dioclétien qu'il quitte le pouvoir avec Maximien pour laisser leur place à leur César respectif. Que Dioclétien se soit laissé impressionner par son subalterne ou que ces échanges aient été inventés de toutes pièces, toujours est-il que l'empereur décide de s'adresser aux armées le 1er mai 305. Il prononce son discours non loin de Nicomédie, dans la même plaine où il avait été proclamé empereur en 284 au pied d'une statue de Jupiter, dieu protecteur de sa maison. Attestant de son âge et de sa maladie, il prétend n'être plus à même de porter plus longtemps le fardeau du pouvoir qu'il estime devoir transmettre à des hommes plus jeunes et donc plus forts. Aussi, annonce-t-il à ses vétérans qu'il abdique, conjointement avec Maximien Hercule pour laisser la place à Galère et à Constance Chlore. Tous deux deviennent Augustes tandis que deux autres officiers supérieurs sont élevés au rang de César.

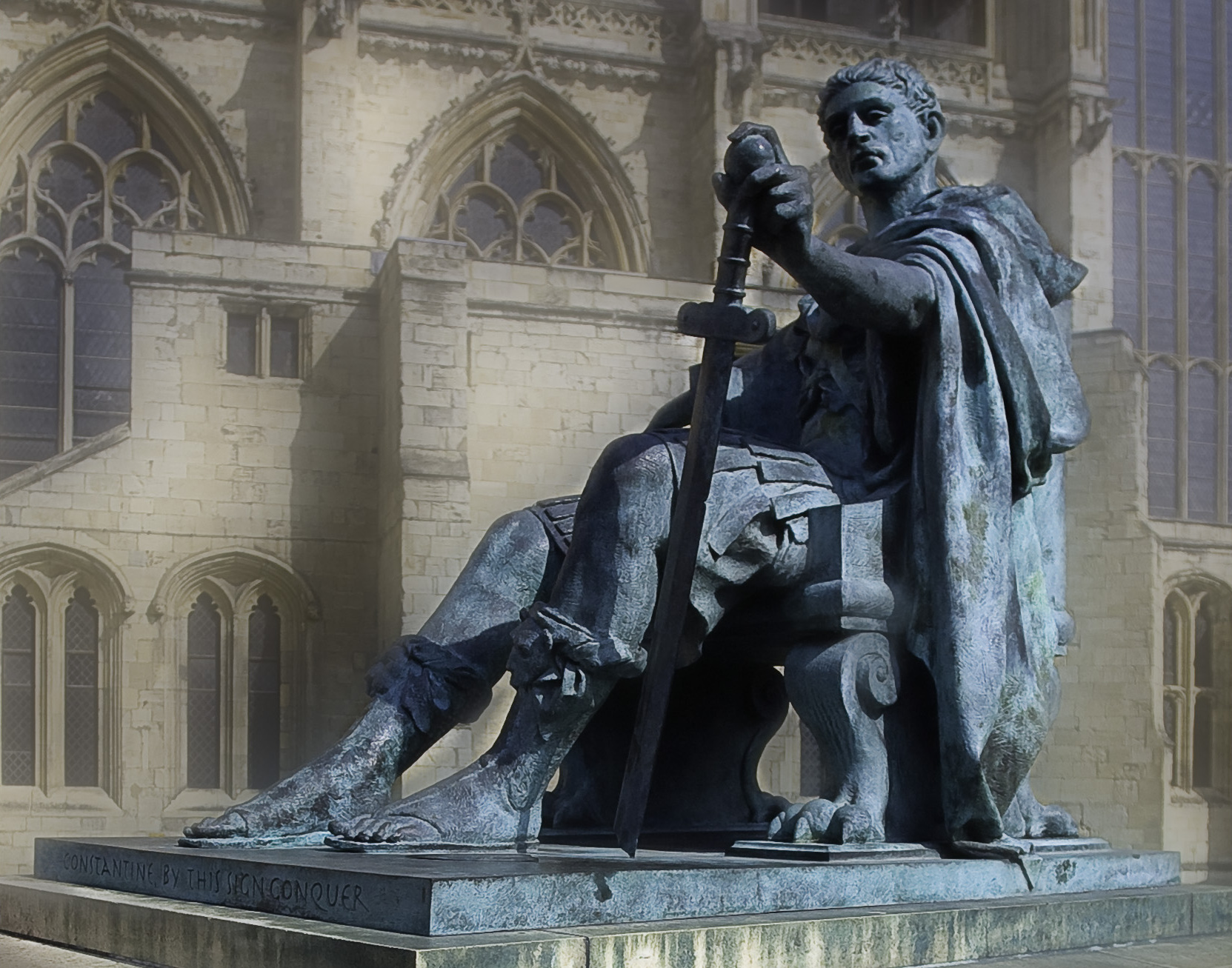
Statue de Constantin à York, dans la ville où il est proclamé empereur par les soldats francs de l'armée de Bretagne en juillet 306.

Cependant contrairement à ce qui était attendu, ce ne sont pas Maxence et Constantin, les fils de Maximien Hercule et de Constance Chlore, qui se voient honorés du « Césarat » mais deux autres officiers répondant aux noms de Maximin et de Sévère. Tous deux sont des proches de Galère. Maximin Daïa, son César responsable de l'Égypte et de la Syrie, est un jeune tribun qui n'est autre que son propre neveu, par ailleurs natif de la même ville que lui. Sévère, qui est un officier pannonien expérimenté, est quant à lui un ancien compagnon d'arme de Galère. Si son allégeance va théoriquement à Constance Chlore, il est en fait tout dévoué à Galère. De fait, si l'ordre de préséance fait de Constance Chlore l'empereur principal de la deuxième Tétrarchie, c'est bel et bien Galère qui en est la figure principale, d'autant plus facilement que Constantin, le fils de Constance, réside à sa cour.

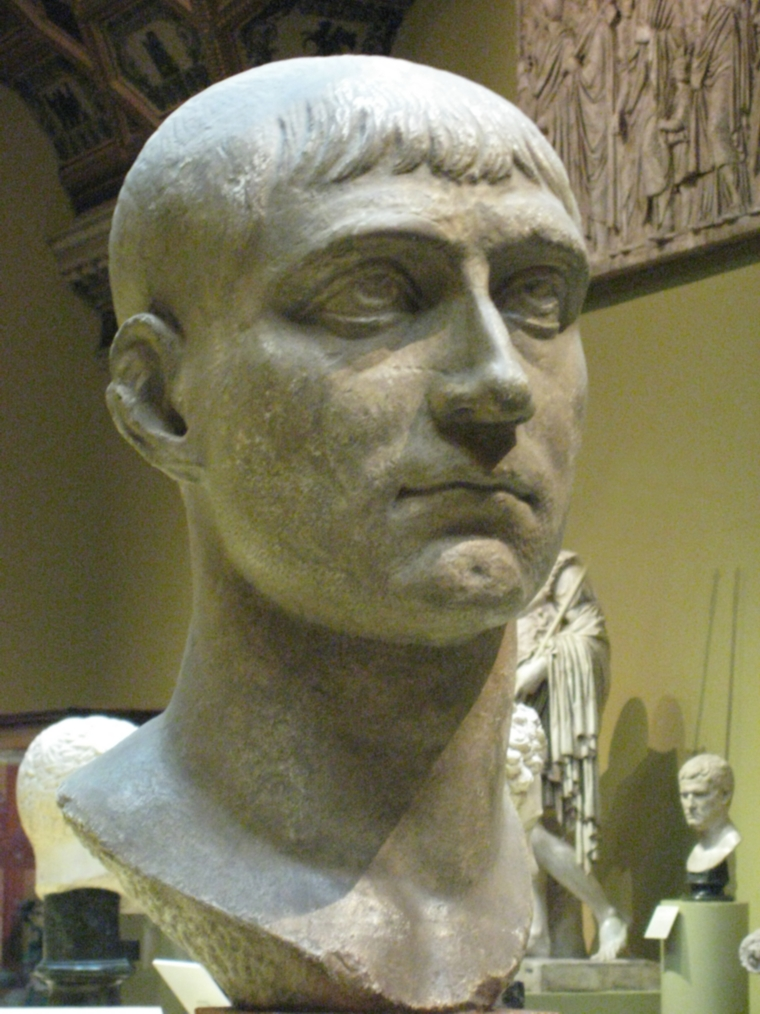
Sur l'exemple de Constantin, Maxence usurpe la pourpre impériale à Rome en octobre 306.

Cet équilibre est toutefois rapidement bouleversé. En effet, en juillet 306, alors qu'il se trouvait en Bretagne pour combattre les incursions des Pictes et les Scots, l'empereur Constance Chlore meurt des suites d'une maladie. Or, entretemps, il avait fait rappeler son fils, Constantin, auprès de lui et semble lui avoir, sur son lit de mort, transmis le pouvoir aux dépens de son César, Sévère. Toujours est-il qu'à la mort de son père et protecteur, Constantin est acclamé empereur par les troupes, principalement franques, réunies à Eboracum. Galère, cette fois maître incontestable l'empire, devient du même coup garant de la pérennité du système. Soucieux de légitimer son usurpation, Constantin lui envoie aussitôt une lettre réaffirmant sa loyauté envers les tétrarques et certifiant qu'il ne s'était résolu à usurper la pourpre que sur la pression des soldats de son père. Galère, qui sait combien les armées de Gaule et de Bretagne sont fidèles au fils de Constance Chlore, préfère éviter la guerre civile. Ravalant sa colère, il accorde à Constantin le rang de César, ce que le principal intéressé accepte, tandis que Sévère est élevé à l'« Augustat ».
Cependant cette reconnaissance n'est pas sans poser problème : si Constantin a obtenu gain de cause, Maxence, lui aussi fils de tétrarque, s'estime profondément lésé. Or, à ce moment précis, dans la continuation de la politique fiscale de Dioclétien, Galère envisage de soumettre Rome et l'Italie aux mêmes taxes que le reste de l'empire, mettant fin ainsi à un ancien privilège dont bénéficiait la région. Profitant de l'impopularité du nouvel Auguste d'Occident, chargé de préparer la mise en place de ces futures taxes, Maxence se fait reconnaître empereur par les cohortes prétoriennes, le 28 octobre 306. Les proches de Sévère sont poursuivis et exécutés, à l'image du préfet de la ville, Abellius, tandis que le Sénat de Rome fait de Maxence le protecteur et le restaurateur des anciennes libertés. Souhaitant, là encore, se concilier Galère, Maxence lui écrit, avec les mêmes arguments que Constantin, pour lui demander la pourpre. Désireux de manifester la plus grande humilité, il avait d'ailleurs refusé du Sénat les titres de César ou d'Auguste pour se contenter de celui de princeps, afin de ne pas donner l'impression de forcer la main de l'empereur principal.

### Début des guerres civiles

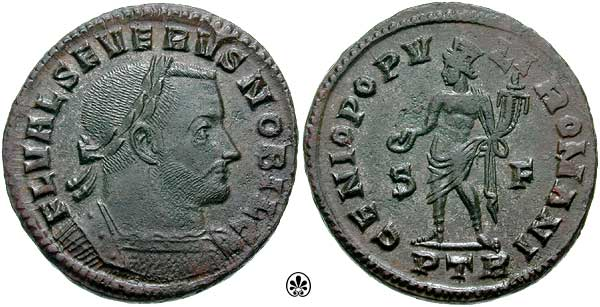
Sévère, César de Constance Chlore de 305 à 306 puis Auguste en Occident de 306 à 307.

Cette fois, pourtant, Galère refuse le fait accompli. L'élévation de Maxence reviendrait, en effet, à sacrifier l'équilibre apporté par la Tétrarchie, puisqu'il y aurait alors non plus quatre mais cinq empereurs. Galère ordonne donc à Sévère de marcher sur l'Italie. Ne pouvant plus faire marche arrière, Maxence se résout à usurper l'« Augustat » et se prépare à la guerre. Il rappelle, à l'occasion, son père, Maximien Hercule, qui avait été contraint d'abdiquer sous la pression de Dioclétien et Galère. Salué Auguste pour la deuxième fois, celui-ci accepte de revenir au pouvoir aux côtés de son fils. Ce choix se révèle très rapidement payant : les troupes placées depuis peu sous le commandement de Sévère sont celles-là mêmes qui, pendant les décennies précédentes, ont servi sous les ordres de Maximien. Très rapidement, Sévère est confronté à toute une série de défections dans ses rangs, phénomène encore accru par les offres de corruption de Maxence. Le propre préfet du prétoire de Sévère le trahit pour rallier le camp de son adversaire. Ces désertions deviennent telles que l'empereur est contraint de fuir se réfugier dans la ville fortifiée de Ravenne. Ayant reçu la promesse de Maximien qu'il aurait la vie sauve, Sévère finit par se rendre à Maxence. Sitôt sorti de la forteresse, il est arrêté et conduit en prison à Rome, où il est acculé au suicide, au début de l'année 307.
Après avoir arraché une nouvelle victoire aux Sarmates à l'été 307, Galère prend la tête des armées d'Illyrie avec la ferme intention de briser lui-même la double usurpation. Maxence et Maximien, qui veulent éviter une alliance entre Galère et Constantin, décident alors de s'assurer de la neutralité du César. Avant la fin de l'été 307, alors que Maxence attend Galère au pied des Alpes, Constantin et Maximien se rencontrent. Là, Maximien offre au jeune César la main de sa fille, Fausta, et l'élève au rang d'Auguste, le faisant ainsi rejoindre sa maison et le camp de l'usurpation. Galère entre en Italie au mois de septembre 307. Maxence qui souhaite éviter toute bataille rangée se replie sur Rome mais fait fermer les portes de toutes les villes du Nord de l'Italie. Galère parvient donc sans encombre dans le Latium mais sans avoir pu ravitailler son armée en chemin. Bien qu'importantes, ses troupes ne sont de toute façon pas assez nombreuses pour assiéger la ville de Rome bien protégée derrière les murs d'Aurélien. Très vite, Galère se retrouve dans la même situation que Sévère avant lui : conséquence de leur pessimisme ou de pots-de-vin généreusement distribués par les maîtres de Rome, certains de ses soldats décident de déserter. Si à la différence de Sévère, Galère parvient à enrayer rapidement le phénomène, sa situation n'en reste pas moins précaire. Conscient de sa faiblesse, il envisage des négociations et envoie dans ce sens ses lieutenants, Licinius et Probus, auprès de Maxence. Il exige par ce biais sa soumission mais promet en contrepartie de le reconnaître officiellement en tant qu'empereur légitime. Craignant un piège, ou sûr de sa victoire, Maxence rejette ces propositions. Cependant la victoire n'est pas au rendez-vous : Galère évite l'encerclement. Il quitte aussitôt son campement d'Interamna dans le Latium et se replie en Orient. En faisant détruire les terres situées sur son passage, ce qui ralentit ses poursuivants, il parvient à quitter sans encombre l'Italie.
La situation n'a de fait pas évolué : Galère n'a pas été vaincu et conserve toutes ses troupes tandis que Maximien et Maxence sont toujours considérés comme des usurpateurs. Un nouvel événement fait toutefois quelque peu changer la situation puisque des dissensions éclatent entre Maximien et son fils. Si Maxence a rappelé son père, c'est, en effet, uniquement dans le but de profiter de son nom et de ses talents de général. Or, Maximien qui a dirigé l'Occident comme empereur principal pendant plus de vingt ans accepte mal d'être relégué au second rang. Prenant la parole devant les troupes, il dénonce l'ingratitude et la médiocrité de son fils et va jusqu'à lui arracher la pourpre. À sa grande surprise toutefois, les soldats prennent le parti de son fils. Épargné, il doit néanmoins fuir et part se réfugier auprès de Constantin. Dans le même temps, une nouvelle usurpation en 308, celle de Domitius Alexander en Afrique, territoire sous le contrôle de Maxence, vient encore réduire le pouvoir du prince de Rome.

### La conférence de Carnuntum

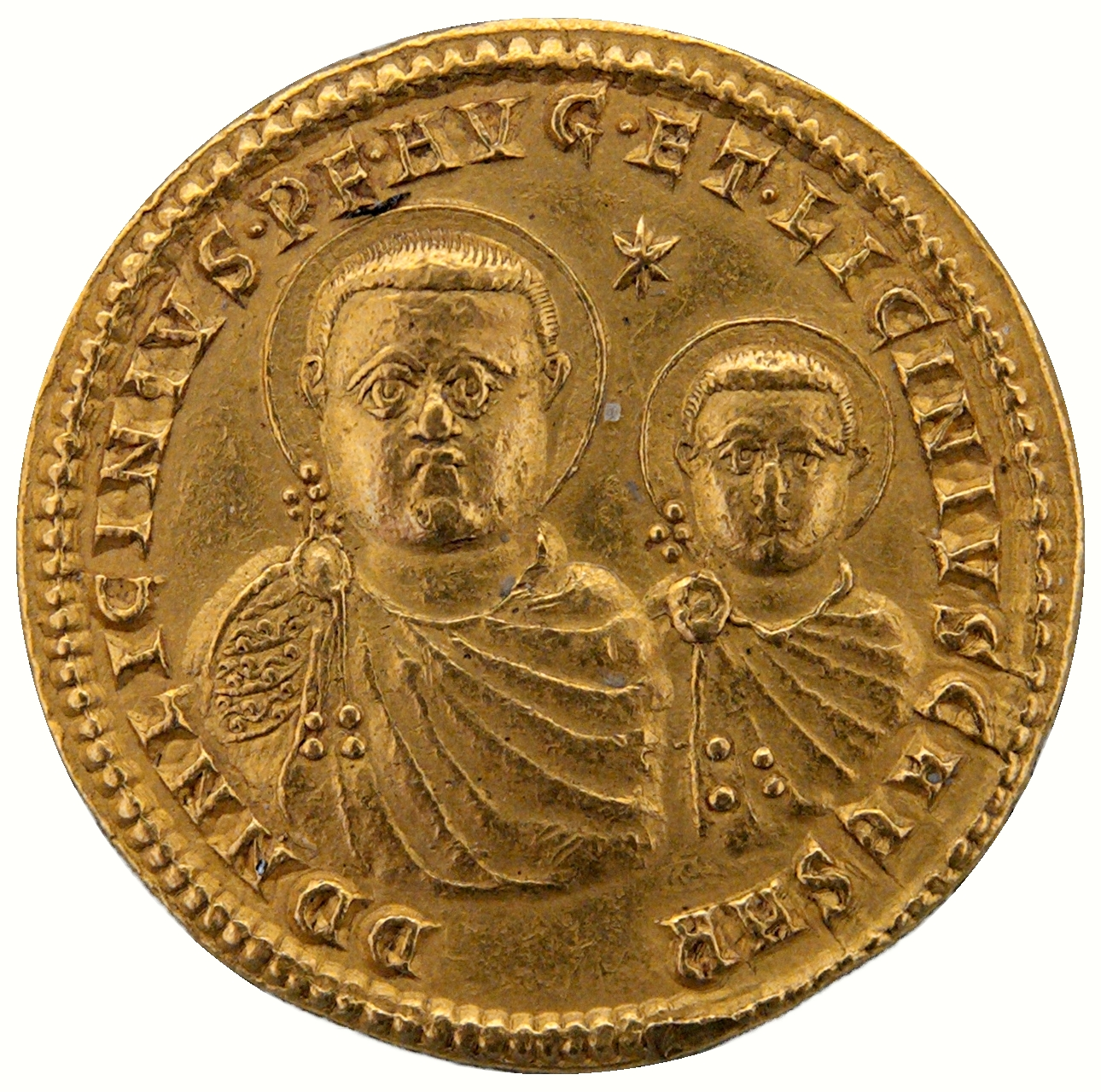
Licinius, nommé Auguste d'Occident à Carnuntum.

Soucieux de rétablir la stabilité du système tétrarchique, Galère, après une nouvelle campagne contre les Carpes sur le Danube durant l'été 308, part chercher conseil auprès de son ancien mentor, Dioclétien. Il parvient à convaincre ce dernier de quitter quelques jours sa villégiature de Spalatum le temps d'une rencontre à Carnuntum. Si Dioclétien est bien déterminé à ne pas revenir au pouvoir, il accepte d'apporter son expérience, son prestige ainsi que son influence sur Maximien pour tenter de sauver le système. Sur ses conseils, Galère organise, en la présence de Dioclétien et de Maximien Hercule, une conférence chargée de mettre fin définitivement aux troubles consécutifs à la mort de Constance Chlore.
À l'issue de cette conférence, le 11 novembre 308, plusieurs décisions importantes sont prises. D'abord, Maximien doit, à l'image de Dioclétien, se retirer de nouveau de la scène politique. Ensuite, Maxence et Alexander sont condamnés de nouveau comme usurpateurs tandis que Constantin perd son titre d'Auguste pour retrouver celui de simple César. Enfin, un nouvel Auguste est nommé en remplacement de Sévère, il s'agit de Licinius, un lieutenant de Galère, à qui est confiée l'Illyrie le temps qu'il reprenne l'Italie et l'Afrique occupées par les usurpateurs. Si Licinius n'a pas suivi le cursus réglementaire – il n'est jamais passé par l'étape du « Césarat » – Galère rétablit tout de même une structure comparable à celles des deux premières tétrarchies avec deux Augustes, en Orient et en Occident, Galère et Licinius, et deux Césars, Maximin Daïa et Constantin.

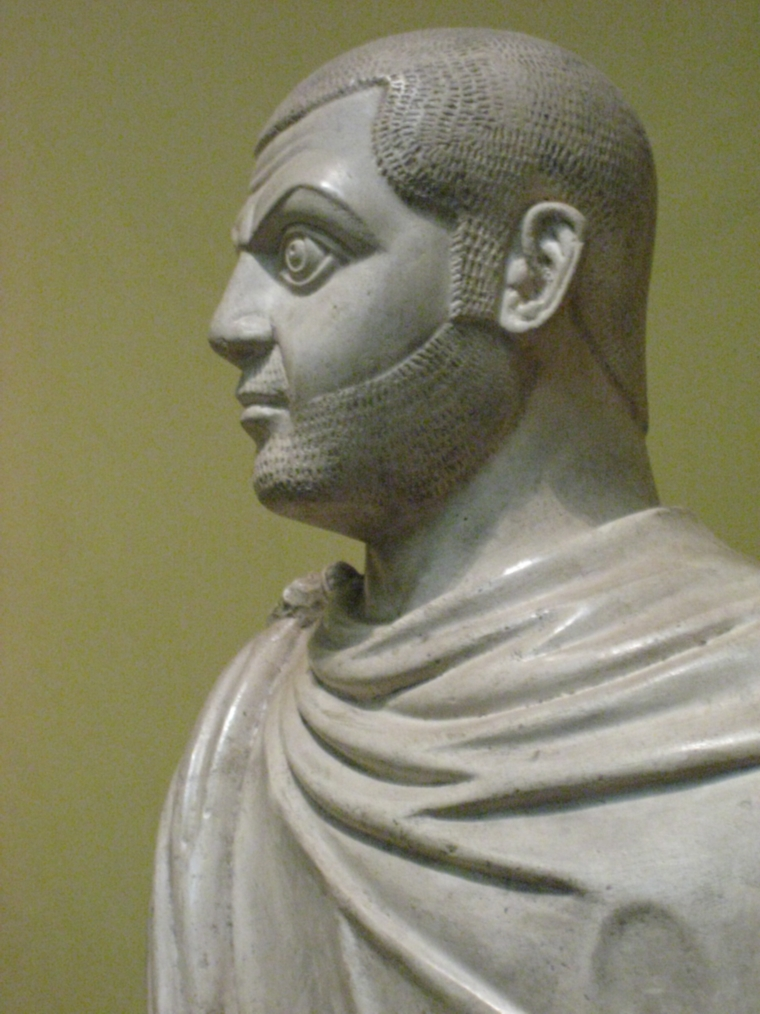
Maximin II Daïa, César de Galère depuis 305, s'oppose aux décisions de Carnuntum et obtient le titre d'Auguste en 310.

Cette solution ne satisfait cependant pas deux des principaux intéressés. Constantin, César en Occident, avait en effet l'espoir que Galère lui reconnaîtrait ce nouveau titre d'Auguste que Maximien lui a accordé. Dans le même temps, Maximin Daïa, César en Orient, refuse d'accepter que Licinius tout juste nommé Auguste lui soit hiérarchiquement supérieur. Rejetant l'apaisement prôné par Galère, il finit par exiger l'« Augustat » pour lui et Constantin afin de parer à cette injustice. Galère se résout à adjoindre à celui de César le titre de filii Augustorum puis finalement leur concède celui d'augustus au printemps 310. C'est que, en effet, Galère a de nouveau besoin du soutien des trois autres tétrarques à l'heure où une nouvelle usurpation vient menacer l'équilibre retrouvé de la Tétrarchie.
De fait, Constantin étant officiellement reconnu comme Auguste, Maximien Hercule perd toute utilité aux yeux de son beau-fils. Réalisant qu'il ne peut plus compter sur lui pour revenir au pouvoir, il tente son va-tout. Profitant du fait que Constantin est parti sur le Rhin combattre les Bructères, il se rend à Arles et annonce la fausse nouvelle de la mort de l'empereur. Pour la troisième fois dans sa vie, l'ancien frère d'arme de Dioclétien revêt la pourpre impériale. Cette fois encore c'est un échec : rapidement les soldats, avertis du mensonge, refusent de le suivre et la marche vers le sud de Constantin oblige Maximien Hercule à fuir Arles pour Massilia où il s'enferme. Son aventure s'arrête là : sitôt Constantin et son armée au pied des murs, les habitants lui ouvrent les portes de la ville. Maximien Hercule est capturé et la pourpre lui est arrachée. Acculé au suicide, il se pend quelques jours plus tard en juillet 310.
Constantin fait de plus en plus figure d'homme fort du régime. Son élévation à l'« Augustat » ainsi que celle de Maximin Daïa consacre bel et bien un système tétrarchique puisqu'il y a toujours quatre empereurs légitimes mais les relations hiérarchiques entre les différents tétrarques sont de moins en moins claires. Si Galère est toujours théoriquement l'empereur principal, dans les faits, chaque empereur dirige son territoire plus ou moins indépendamment.

## Galère et le christianisme

### La grande persécution de Dioclétien

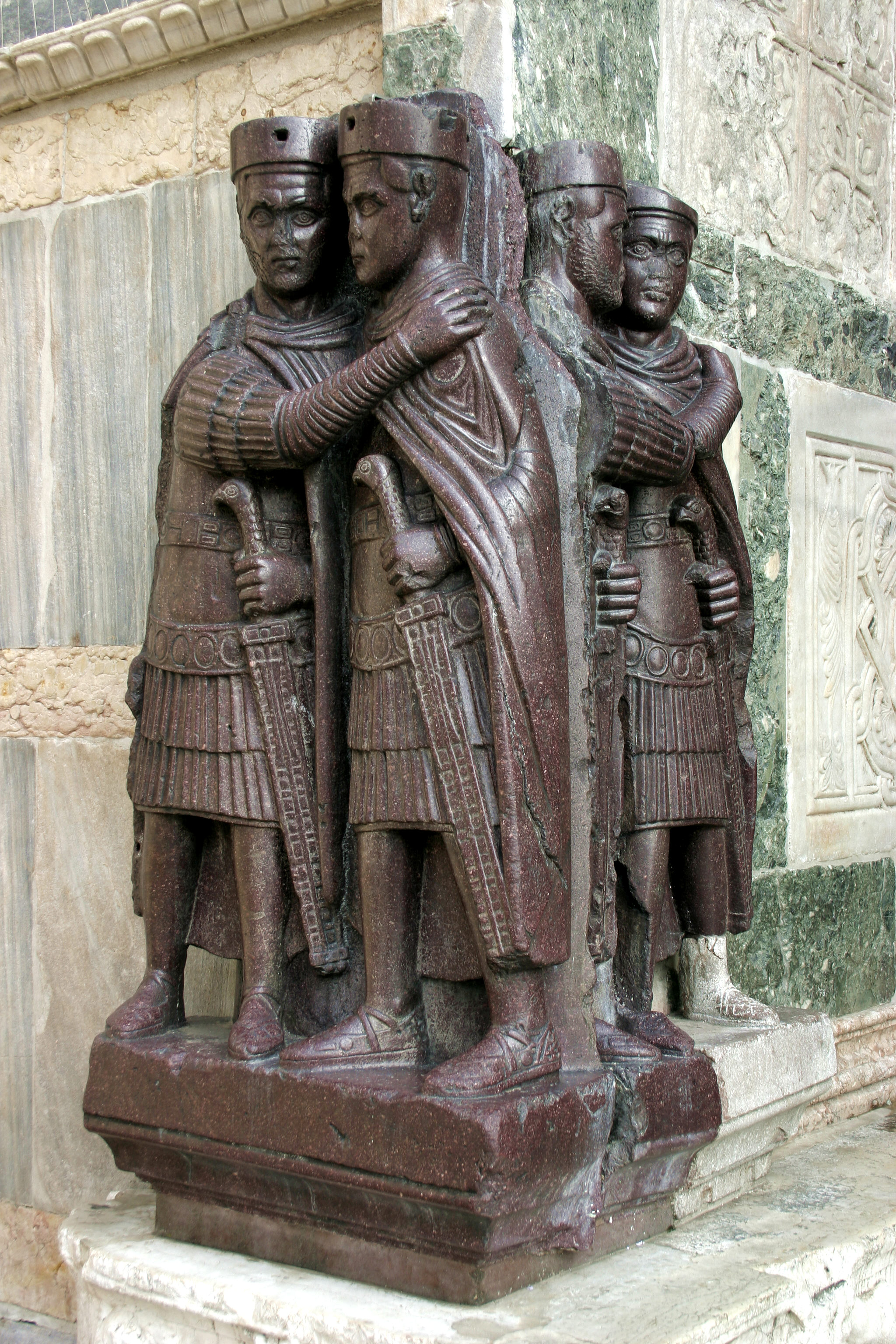
Les empereurs de la première Tétrarchie : Dioclétien, Maximien, Constance et Galère.

Dès sa fondation, la Tétrarchie, symbolisant l'unité et la stabilité retrouvée, est étroitement associée à la religion païenne. Les empereurs sont divinisés : Dioclétien prend pour protecteur Jupiter, Conservator de l'État romain, tandis que Maximien est apparenté à Hercule, le fils de Jupiter. Cette place importante occupée par la religion romaine traditionnelle pose de fait rapidement la question de l'attitude à adopter vis-à-vis d'un christianisme en plein développement.
Après plusieurs années de tergiversation, Dioclétien se décide finalement à combattre la religion du Christ et fait publier plusieurs édits impériaux signant la dernière grande persécution de l'Empire romain. Du 24 février 303 au début de l'année 304, quatre édits de plus en plus sévères sont rédigés aux noms de Dioclétien, Maximien, Constance et Galère. Conformément à ces décisions, des églises sont détruites, les Livres saints confisqués, le clergé arrêté, enfin tous ceux qui refusent de sacrifier aux dieux de l'empire sont torturés, condamnés à mort ou déportés dans les mines.
La question de la responsabilité de cette persécution a été historiquement discutée. De fait, les sources antiques, à commencer par les contemporains, les chrétiens Lactance et Eusèbe de Césarée, désignent Galère comme le principal instigateur de cette politique. D'après eux, le brutal César, sous l'influence de sa mère Romula, une prêtresse païenne farouchement antichrétienne, aurait contraint ou manipulé Dioclétien pour obtenir de lui cette grande persécution. Cela permet ainsi d'expliquer le fait que ces édits n'aient été pris qu'à compter de la dix-huitième année de règne de Dioclétien. Toutefois, si Galère a sans doute approuvé ces mesures antichrétiennes, qu'il continue d'appliquer après le départ de Dioclétien, son rôle est sans doute largement exagéré. En effet, l'incendie du palais impérial de Nicomédie ou la multiplication des incidents dans l'armée, où des soldats chrétiens refusent de sacrifier, ont également pu inciter l'empereur à mettre en place la persécution. L'influence de Galère n'a pu pleinement jouer que pour le dernier des quatre édits, celui qui oblige sous peine de mort tous les chrétiens à sacrifier aux dieux de l'empire, qui est publié au début de l'année 304, alors que Dioclétien est terrassé par la maladie. Néanmoins, ce dernier édit, certes plus radical, ne s'inscrit pas moins dans la continuité des précédents textes et est d'abord et avant tout le résultat de la volonté de Dioclétien.
L'ampleur de la persécution est également à relativiser. Elle est en effet appliquée très inégalement sur tout le territoire de l'empire. Ainsi Constance Chlore en Occident se contente de détruire quelques monuments tandis que Maximien Hercule, qui avait au début pleinement appliqué les ordres de Dioclétien, se lasse assez vite de cette persécution. Enfin, Maxence et Constantin se montrent tous deux très réservés sur l'opportunité d'une telle politique, qu'ils n'appliquent pour ainsi dire pas. On voit bien ici une différence forte entre l'Orient, où Galère et Maximin Daïa se montrent très zélés dans l'application des édits impériaux, et l'Occident, où les persécutions sont de moindre ampleur. Cette distinction, qui au-delà de l'attitude des différents tétrarques peut trouver une explication dans la proportion de chrétiens beaucoup plus importante en Orient qu'en Occident, renforce l'idée, chez les contemporains, que Galère est le grand responsable de ce déchaînement de violence.

### L'édit de Sardique et la mort de Galère

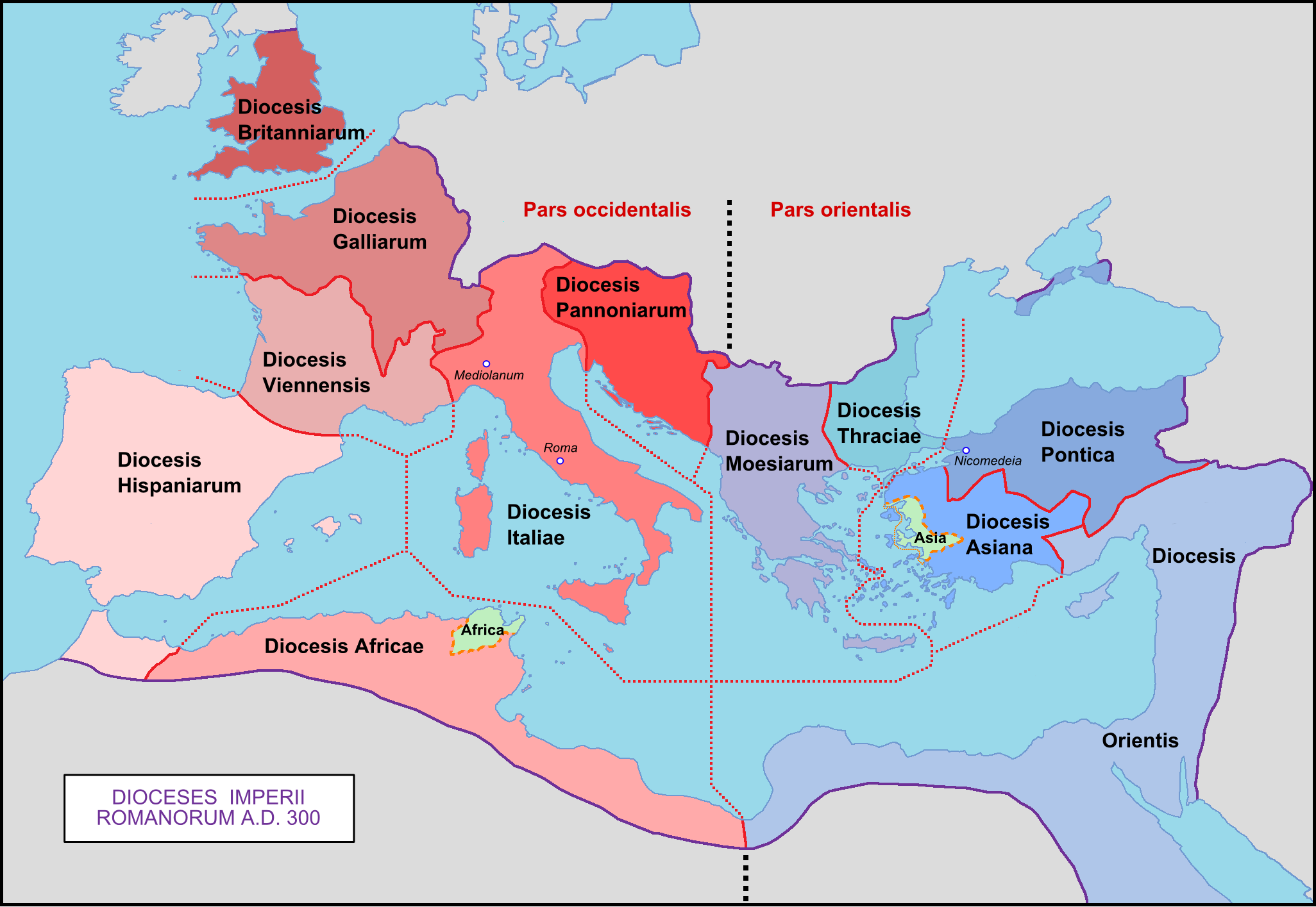
Dans les faits, la liberté de culte est déjà tolérée dans toute la partie occidentale de l'empire. Galère l'étend à tout l'empire, mais Maximin II Daïa, à la tête du diocèse d'Orient refuse d'obtempérer. Licinius applique l'édit de Sardique, à la mort de Galère, aux diocèses de Mésie et de Thrace.

Bien que considéré comme le principal artisan de la répression du christianisme, c'est Galère qui abroge, le premier, les mesures de persécution ayant été édictées contre les fidèles de la religion du Christ. L'objectif proclamé des édits de persécution de 303 et 304 était, en effet, de ramener par la force les chrétiens aux croyances de leurs ancêtres. Seulement, contrairement à ce qu'avaient pu espérer Dioclétien et Galère, les violentes mesures antichrétiennes se sont révélées totalement improductives. Si la religion du Christ est bel et bien désertée par certains, ceux-ci n'en reviennent pas pour autant aux cultes traditionnels romains, pire, ils semblent affecter de ne plus vénérer aucune divinité. Prenant acte de l'échec des persécutions, qui ne sont pas parvenues à éradiquer le christianisme, Galère choisit d'y mettre fin définitivement.
Ainsi, le 30 avril 311, il publie, à Nicomédie ou à Sardique, un édit de tolérance reconnaissant l'existence de la religion chrétienne. Cet « édit de Sardique » ou « édit de Galère » met fin à toutes les mesures antichrétiennes encore en vigueur sur le territoire de l'empire. Publié par Galère sans consultation de ses pairs, il est promulgué non seulement en son nom propre mais encore en celui de ses trois collègues tétrarques – à savoir Constantin, Licinius et Maximin Daïa. Allant plus loin que la « petite paix de l'Église », accordée par Gallien à la fin de la persécution de Valérien en 260, et durant laquelle étaient tolérées la pratique de la religion chrétienne et la construction de lieux de culte, Galère va cette fois jusqu'à donner une forme de légitimité au christianisme, puisqu'il demande humblement à ses fidèles de prier pour lui et pour le salut de l'empire,. Aussitôt après la publication de ce texte, tous les chrétiens emprisonnés sont libérés. Si les mesures de persécution avaient déjà été abandonnées dans les faits en Occident, elles cessent en Orient, dans le territoire sous le contrôle de Galère. Maximin Daïa, qui est très réticent vis-à-vis de cette nouvelle politique, s'y oppose. Profitant du retrait de son ancien maître Galère, il maintient en vigueur les édits de Dioclétien.

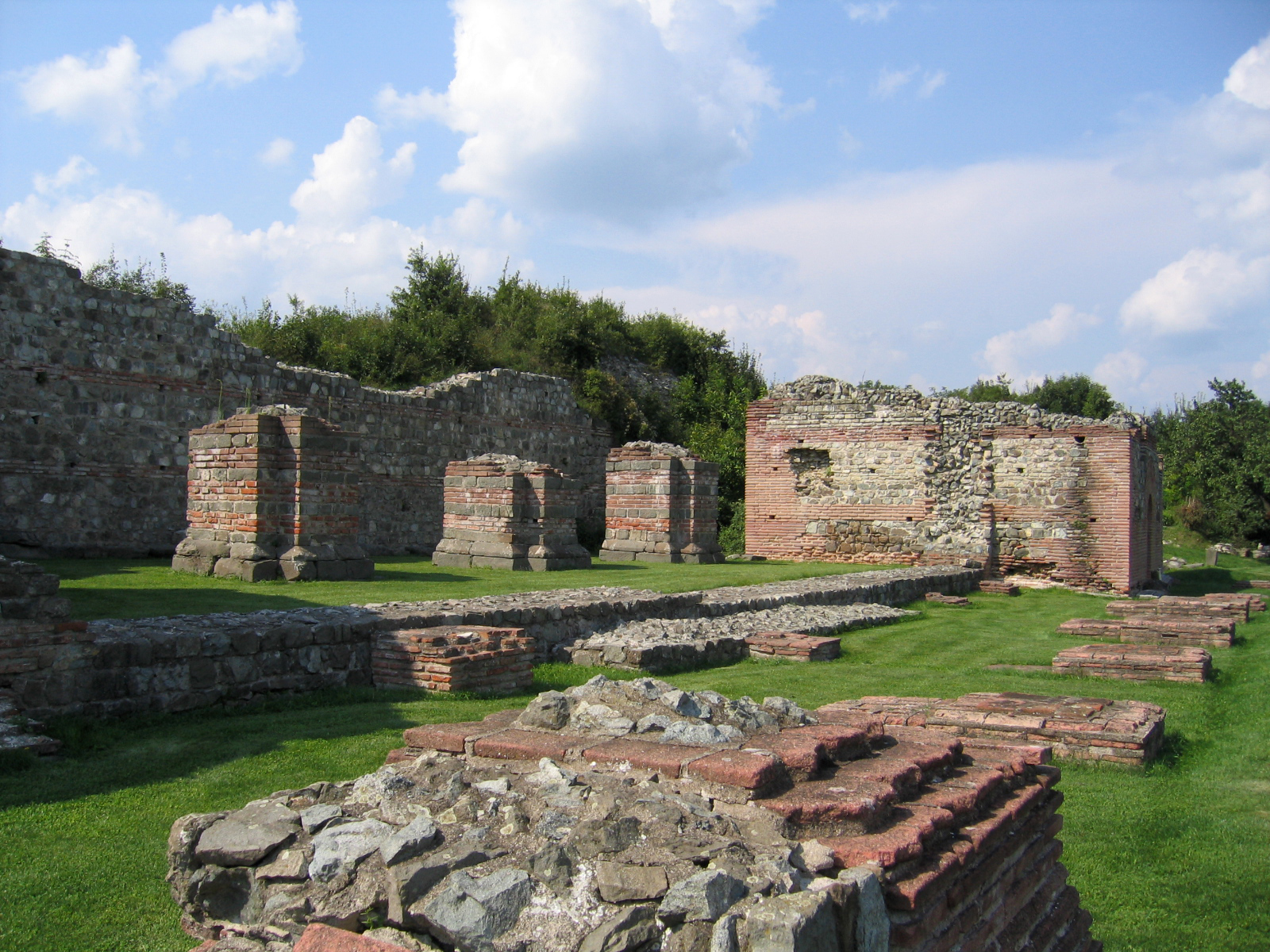
Ruines du palais de Galère à Felix Romuliana, où il est enterré à sa mort, en mai 311.

Durant l'hiver 310, alors qu'il prépare la célébration de ses vicennalia, Galère est en effet frappé par la maladie. La nature précise de cette maladie longue et pénible peut difficilement être déduite tant des témoignages des auteurs chrétiens, dont les propos sont de nature polémique, que des auteurs moins orientés comme Zosime ou Aurelius Victor qui, restant vagues, évoquent une blessure infectée. Selon les descriptions de Lactance, et notamment sur l'odeur insupportable, pathognomonique des infections à anaérobies, il est à peu près certain que l'empereur a été victime d'une gangrène des organes génitaux, la gangrène de Fournier, décrite par le médecin français Jean-Alfred Fournier en 1883.
Ainsi, l'apologiste chrétien Lactance décrit, dans son De Mortibus Persecutorum, l'apparition d'un abcès, touchant les parties génitales de l'empereur, dans un parallèle à la une description de la maladie qui touche Antiochos IV Épiphane, de ses terribles souffrance et de ses remords qui s'ensuivent, rapportés dans le Livre des Maccabées dans un motif littéraire de la rédemption du souverain persécuteur régulièrement repris chez les auteurs juifs et chrétiens. Eusèbe de Césarée suit également le modèle de la mort d'Antiochos, précisant qu’après la promulgation de l’édit de Sardique, Galère avait été soulagé de ses souffrances, avant de mourir quelques jours plus tard. Plus tard, les apologistes Ruffin puis Orose ajoutent que l'empereur se serait suicidé de douleur.
Se basant sur ces textes truffés de détails atroces complaisamment rapportés, et peut-être imaginaires, des études modernes ont émis l'hypothése d'une forme de cancer du pénis. Selon l'historien Arnold H. M. Jones, alors qu'il sombrait dans les affres de la maladie, Galère aurait fini par croire qu'il subissait la vengeance du dieu des chrétiens, ce qui expliquerait également son revirement quant à sa politique religieuse.
Désireux de mourir dans son lieu de naissance, à Felix Romuliana où il s'est fait construire une résidence fortifiée sur le modèle du palais de Dioclétien de Spalatum, Galère, confronté à une nouvelle poussée de la maladie, n'arrive pas vivant à destination : Galère meurt dans la province de Dardanie, au début du mois de mai 311, quelques jours seulement après la promulgation de son édit de tolérance. Son corps est inhumé dans son palais de Felix Romuliana, en présence de l'empereur Licinius.

## La fin de la Tétrarchie

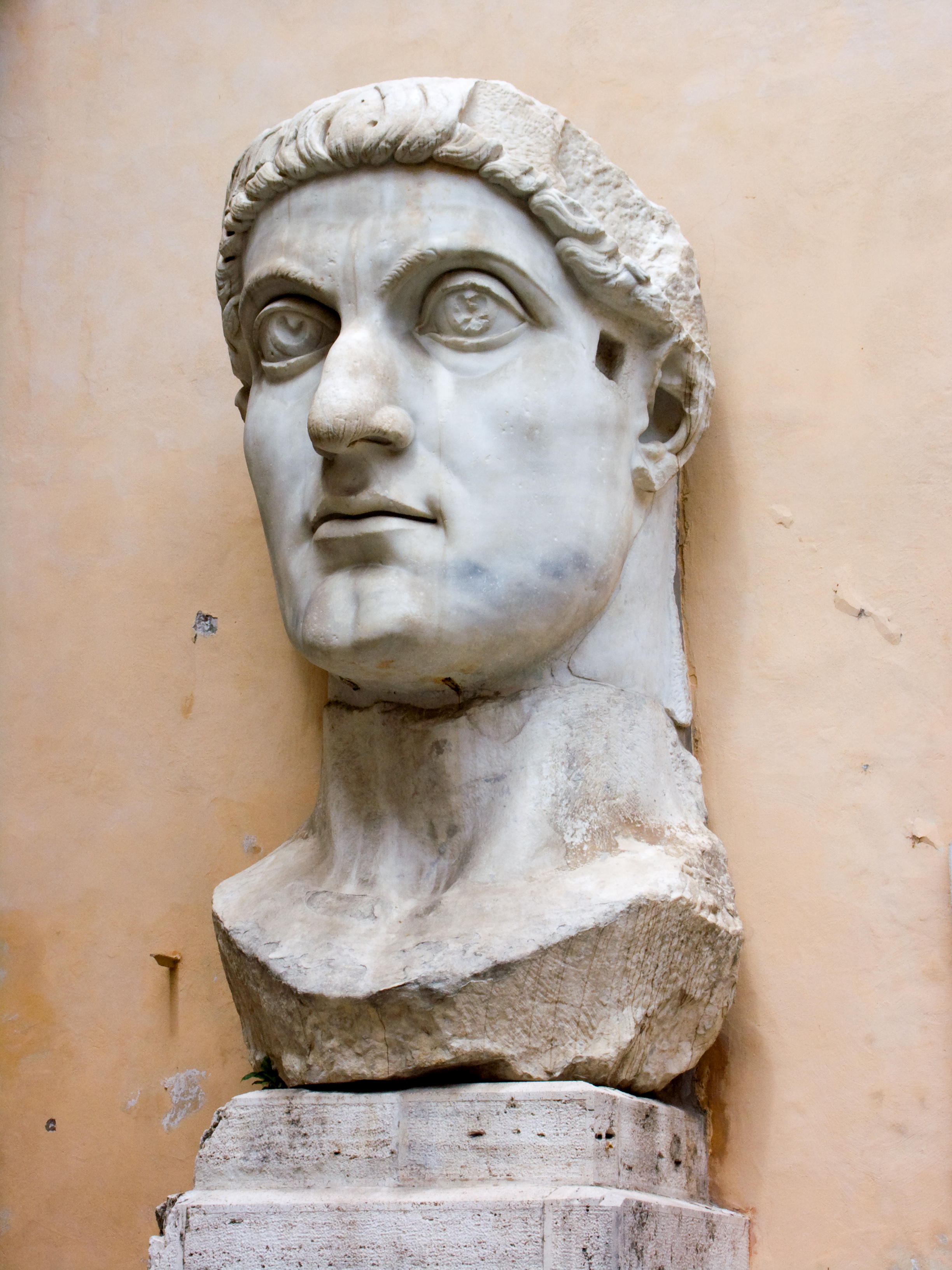
Constantin, vainqueur de Maxence (312) et de Licinius (324).

La mort de Galère laisse la Tétrarchie profondément en crise. Le pouvoir est partagé entre trois empereurs légitimes - tous trois Augustes -, Licinius, Maximin Daïa et Constantin, et un usurpateur, Maxence. Cependant, personne ne tente de rétablir le système comme Galère l'avait fait à Carnuntum. Ainsi, on ne procède pas à l'élévation d'un nouvel empereur en remplacement de l'Auguste défunt ; Licinius et Maximin s'empressent de placer ses anciennes provinces sous leur autorité et déplacent la frontière entre leurs territoires sur les rives du Bosphore. Dans le même temps, Maxence, prétextant vouloir venger la mort de son père Maximien, déclare la guerre à Constantin. Cependant aucun d'entre eux n'entreprend dans l'immédiat la moindre action d'envergure. Dès lors des alliances se forment : à l'hiver 311, Constantin s'allie à Licinius à qui il offre la main de sa sœur Constantia. Réagissant à ce qu'il considère être une alliance contre lui, Maximin reconnaît officiellement Maxence et signe avec lui une alliance militaire de défense mutuelle. La mort de Dioclétien, vraisemblablement affecté par la tournure des événements ainsi que par la condamnation par Constantin de son ancien compagnon Maximien à la damnatio memoriae, survient sur ces entrefaites.
L'affrontement entre Maxence et Constantin a finalement lieu en 312 et se solde, après la bataille du pont Milvius par la mort de Maxence. Contrairement à ce que Galère prévoyait, c'est donc Constantin et non Licinius qui conquiert les anciens territoires de l'usurpateur. Cette fois encore, le nouveau maître de Rome tente de se concilier l'alliance de Licinius. Les deux hommes se rencontrent en février 313 à Milan. Là, ils s'entendent pour gouverner leurs deux territoires de concert. À cette occasion, ils proclament de nouveau, comme Galère l'avait fait dans son édit de 311, la liberté de culte pour tous les habitants de l'empire. Voulant aller plus loin que Galère, Constantin convainc également Licinius d'envisager des formes de dédommagement pour les chrétiens qui ont été spoliés de leurs biens. Cette déclaration de principe doit être mise en perspective avec le fait que Maximin Daïa, en Orient, soit là où les populations chrétiennes sont les plus importantes, se refuse toujours à appliquer l'édit de Sardique.
Craignant encore une fois que le rapprochement entre les deux autres tétrarques ne se fasse à ses dépens, Maximin franchit le Bosphore et envahit le territoire de Licinius. Vaincu par ce dernier devant Hadrianople, le 30 avril 313, il se replie sur Nicomédie puis Tarsus où, rattrapé par son adversaire, il se suicide. Licinius condamne la mémoire du défunt et profite de l'occasion pour se débarrasser de tous ses opposants potentiels. Ainsi, Severianus, le fils de Sévère, est exécuté pour avoir servi Maximin tandis que Gaius Valerius Candidianus, le fils bâtard de Galère né en Thessalonique autour de 297, est assassiné en Nicomédie. L'épouse de Maximin, par ailleurs fille de Galère, est noyée ; Valeria, l'épouse de Galère, et sa mère Prisca, la femme de Dioclétien, sont décapitées. Licinius s'installe alors en Orient, où il impose partout l'application de l'édit de Sardique et partage quelque temps le pouvoir avec Constantin en Occident. La guerre civile reprend en 324 et oppose les deux anciens alliés. Le triomphe de Constantin, vainqueur de Licinius, signe la fin du système de Dioclétien et de Galère.

## Noms et titres

### Noms successifs
- 250, né CAIVS•GALERIVS•MAXIMINVS
- 293, César : CAIVS•GALERIVS•VALERIVS•MAXIMIANVS•NOBILISSIMVS•CAESAR
- 305, Auguste : IMPERATOR•CAIVS•CAESAR•GALERIVS•VALERIVS•MAXIMIANVS•PIVS•FELIX•INVICTVS•AVGVSTVS
- 311, à sa mort : IMPERATOR•CAIVS•CAESAR•GALERIVS•VALERIVS•MAXIMIANVS•PIVS•FELIX•INVICTVS•AVGVSTVS, PONTIFEX MAXIMVS, TRIBVNICIAE POTESTATIS XIX, IMPERATOR VII, CONSVL VIII

### Titres et titulaires
- 293 : César et Germanicus Maximus[Note 16]
- 294 : consul avec Constance Chlore, Sarmaticus Maximus, peut-être Aegyptiacus Maximus et Thebaicus Maximus
- 295 : Persicus Maximus
- 296 : Carpicus Maximus puis Britannicus Maximus[Note 17]
- 297 : consul II avec Maximien Hercule
- 298 : Armeniacus Maximus, Medicus Maximus, Adiabenicus Maximus et Persicus Maximus II
- 300 : consul III avec Constance Chlore, Sarmaticus Maximus II
- 301 : Germanicus Maximus II[Note 18] et Carpicus Maximus II
- 302 : consul IV avec Constance Chlore, Germanicus Maximus III, Sarmaticus Maximus III et Carpicus Maximus III
- 303 : Germanicus Maximus IV et Carpicus Maximus IV
- 304 : Germanicus Maximus V et Carpicus Maximus V
- 305 : Auguste, consul V avec Constance Chlore, Britannicus Maximus II[Note 19]
- 306 : consul VI avec Constance Chlore, Sarmaticus Maximus IV
- 307 : Germanicus Maximus VI
- 308 : consul VII avec Dioclétien, Germanicus Maximus VII[Note 20] et Carpicus Maximus VI
- 310 : Sarmaticus Maximus V et Persicus Maximus III[Note 21]
- 311 : consul VIII avec Maximin Daïa